# Aphthonetus albocinerea
Aphthonetus albocinerea är en fjärilsart som beskrevs av Walsingham 1907. Aphthonetus albocinerea ingår i släktet Aphthonetus och familjen fransmalar. Inga underarter finns listade i Catalogue of Life.